# Cumanacoa
Cumanacoa – miasto w Wenezueli, w stanie Sucre.